# Slovenská Ves
Slovenská Ves es un municipio del distrito de Kežmarok en la región de Prešov, Eslovaquia, con una población estimada a final del año 2024 de 1859 habitantes.
Se encuentra ubicado al noroeste de la región, cerca del río Poprad (cuenca hidrográfica del río Vístula) y de la frontera con Polonia.

## Demografía
| Año        | 1994 | 2004    | 2014    | 2024    |
| ---------- | ---- | ------- | ------- | ------- |
| Población  | 1707 | 1787    | 1866    | 1859    |
| Diferencia |      | +4,68 % | +4,42 % | −0,37 % |

| Año        | 2023 | 2024    |
| ---------- | ---- | ------- |
| Población  | 1846 | 1859    |
| Diferencia |      | +0,70 % |